# Тютц (замок)
Тютц (нем. Schloss Tütz, пол. Zamek w Tucznie) — средневековый замок на южной окраине города Тучно в Западно-Поморском воеводстве в Польше, на крутом холме, расположенном на перешейке между двумя озёрами. По своему типу относиться к замкам на вершине.

## История

### Ранний период
До XI века здесь находилось небольшое поселение. В правление Болеслава III Кривоустого на высоком холме появилось укрепление. Около 1130 г., вероятно, была построена кирпичная резиденция кастеляна Великопольского (однако в ходе археологических исследований фрагменты этого здания не были обнаружены). Замок был окружен с трех сторон труднопроходимой заболоченной местностью. Он охранял маршрут, ведущий из Члопы в Мирославец и Валч, проходящий к востоку от холма. В 1296 году эта местность была завоевана Хассо фон Веделем, предком семьи Ведлув-Тучинских, владевших городом и замком в 1306-1739 годах.
Строительство полноценного кирпичного замка началось в 1338 году Людвиком фон Веделем. Это было крупное здание, напоминающее по форме трапецию (длина внешних стен по периметру 28x35x36x39 м) с внутренним двором. Высота стен достигала 7 м. Жилые помещения располагались в восточной части замка. Ворота находились в северной части стен. Замок был важным стратегическим пунктом благодаря своему расположению на границе между Бранденбургом и Валчем. Мощь замка подтверждается тем, что император Карл IV назвал его в 1375 году одним из 12 сильнейших замков к востоку от Одера.
Около 1400 года замок с трех сторон был окружен рвом шириной 25 м (частично ров сохранился с южной стороны). В XV веке замок несколько раз осаждался рыцарями Немецкого ордена во время Великой и Тринадцатилетней войн. В сентябре 1409 года тевтонцы захватили крепость и удерживали её до 1411 года. Замок вновь был захвачен в 1436 и в 1458 годах. Во время последнего штурма укрепления были сожжены. После подписания Второго Торуньского мира в 1466 году замок вновь вернулся в состав Польского королевства.

### Новое время
В 1542-1581 годах было построено новое здание на месте главного жилого дома. К этому времени замок потерял своё прежнее значение, как важный центр обороны. Началось превращение в дворцовую резиденцию. 1608-1631 годах кастелян Познани Кшиштоф II Ведель-Тучинский построил два новых крыла. Комплекс зданий приобрёл форму подковы. В XVII веке остатки крепостных стен были снесены.
После того, как род Ведель-Тучинских пресёкся со смертью Анджея II (в 1717 г.) и его вдовы Марианны (в 1739 г.) замок перешёл в руки новых владельцев. К середине XVIII века резиденция пришла в упадок, хотя всё еще использовалась для проживания.

### ХIХ и XX века
В 1846 году было построено новое западное крыло, а два других крыла были восстановлены с небольшими изменениями. В 1903 году здание было заброшено и после вмешательства властей Тучно его частично приспособили под нужды больницы. В 1934-1937 годах на южном склоне замкового холма были построены железобетонные укрепления, как часть оборонительной линии "Поморская стена".
В 1945 году замок был серьёзно пострадал во время военных действий. В 1947 году оставшиеся здания оказались полностью уничтожены пожаром. Руины оставались заброшенными до 1957 году, когда их законсервировали. В 1959-1962 годах были проведены археологические исследования, в ходе которых обнаружили фрагменты средневекового замка. В 1966-1976 годах замок был восстановлен в стиле барокко. Он приобрёл облик, который имел в начале XVIII века. Фрагменты последующих пристроек демонтировали.

## Современное состояние
В настоящее время в замке находится Дом творчества Ассоциации польских архитекторов с конференц-центром, гостиницей и рестораном.

## Окрестности
Замок окружён ландшафтным парком площадью 4,5 га. Его нынешний вид повторяет проект XIX веке. Рядом с замком находятся руины взорванных бункеров. Недалеко от замкового холма расположена мельница, построенная в XVIII веке.

## Галерея

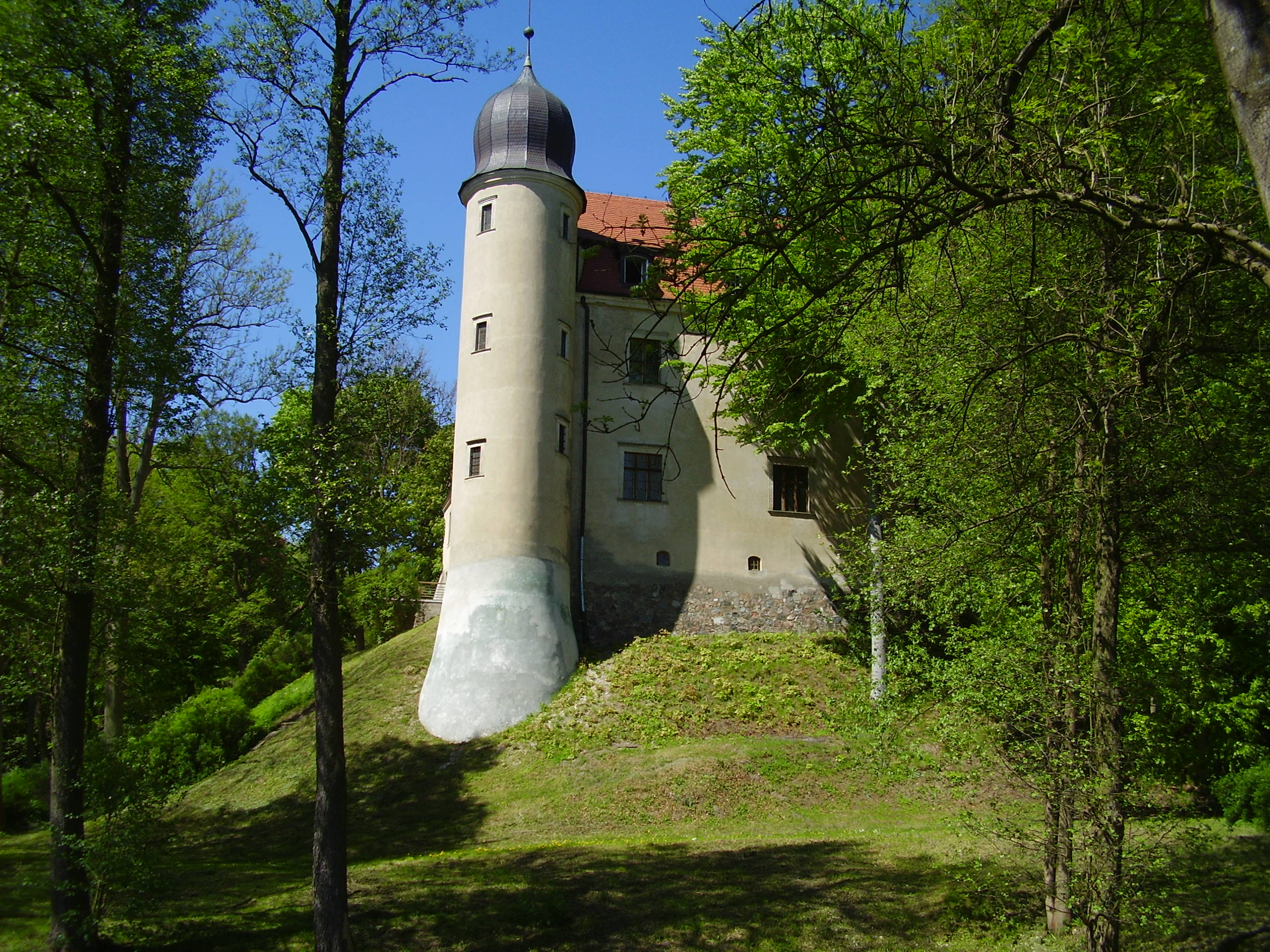
Угловая башня замка
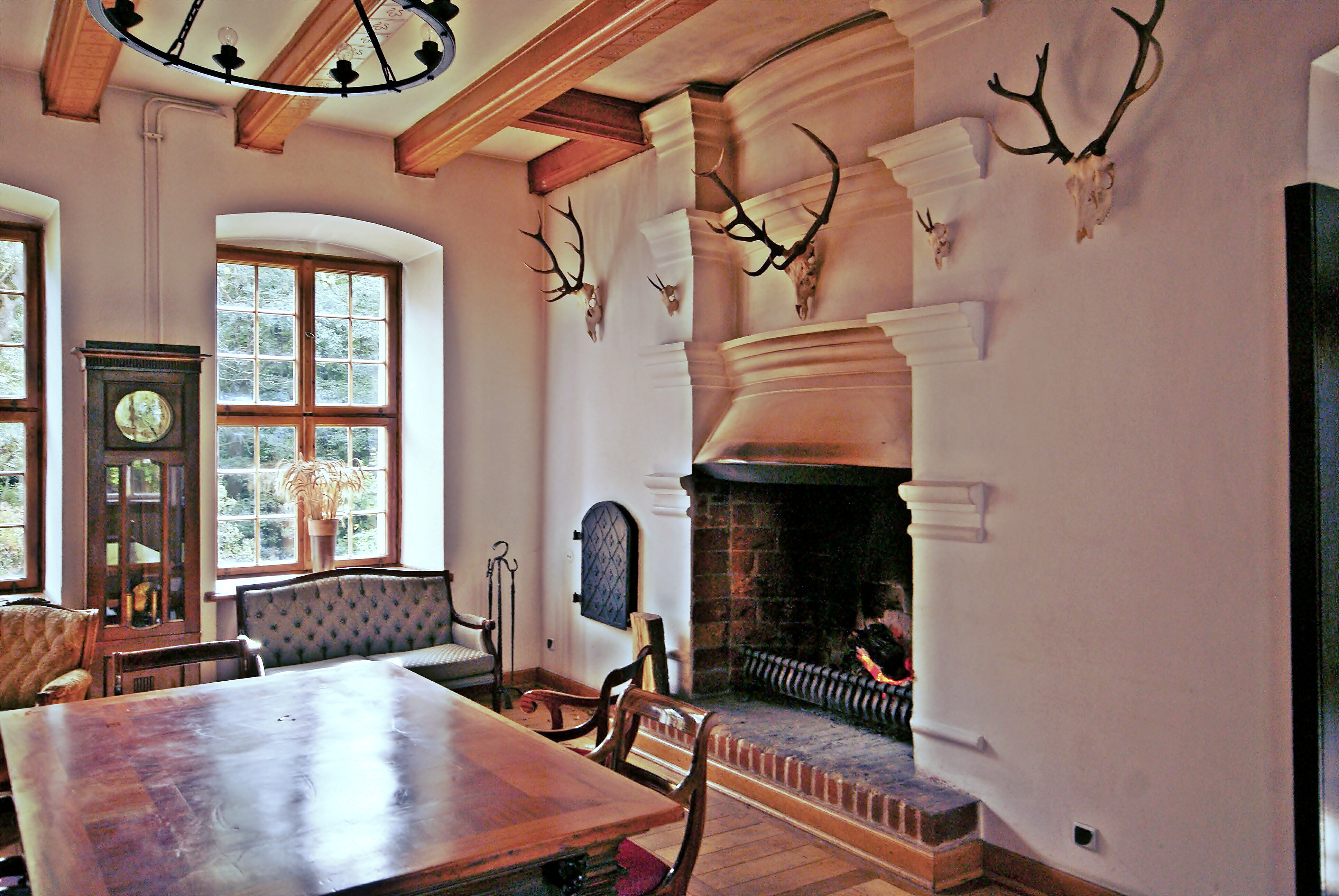
Зал с камином
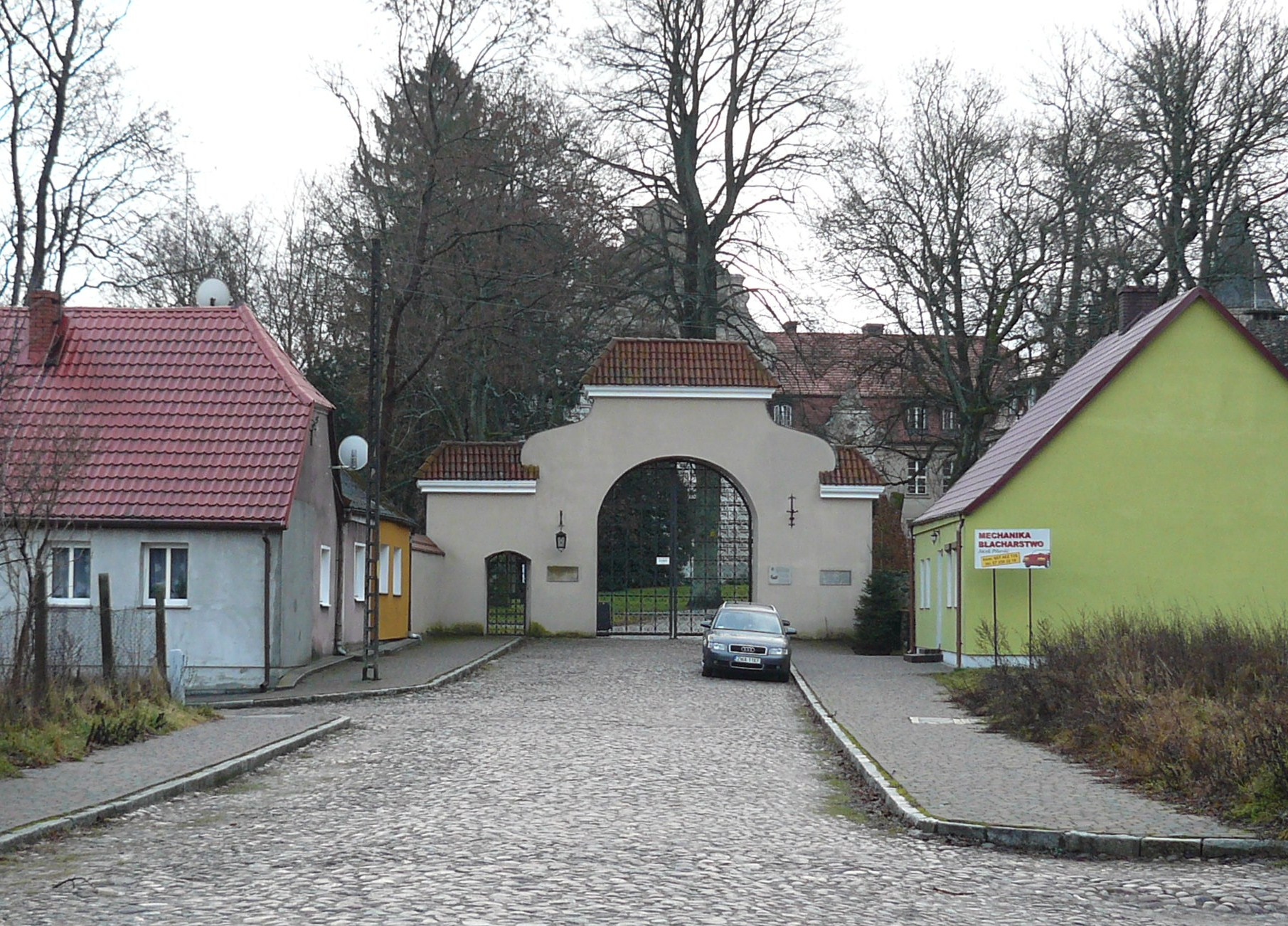
Главный вход в резиденцию
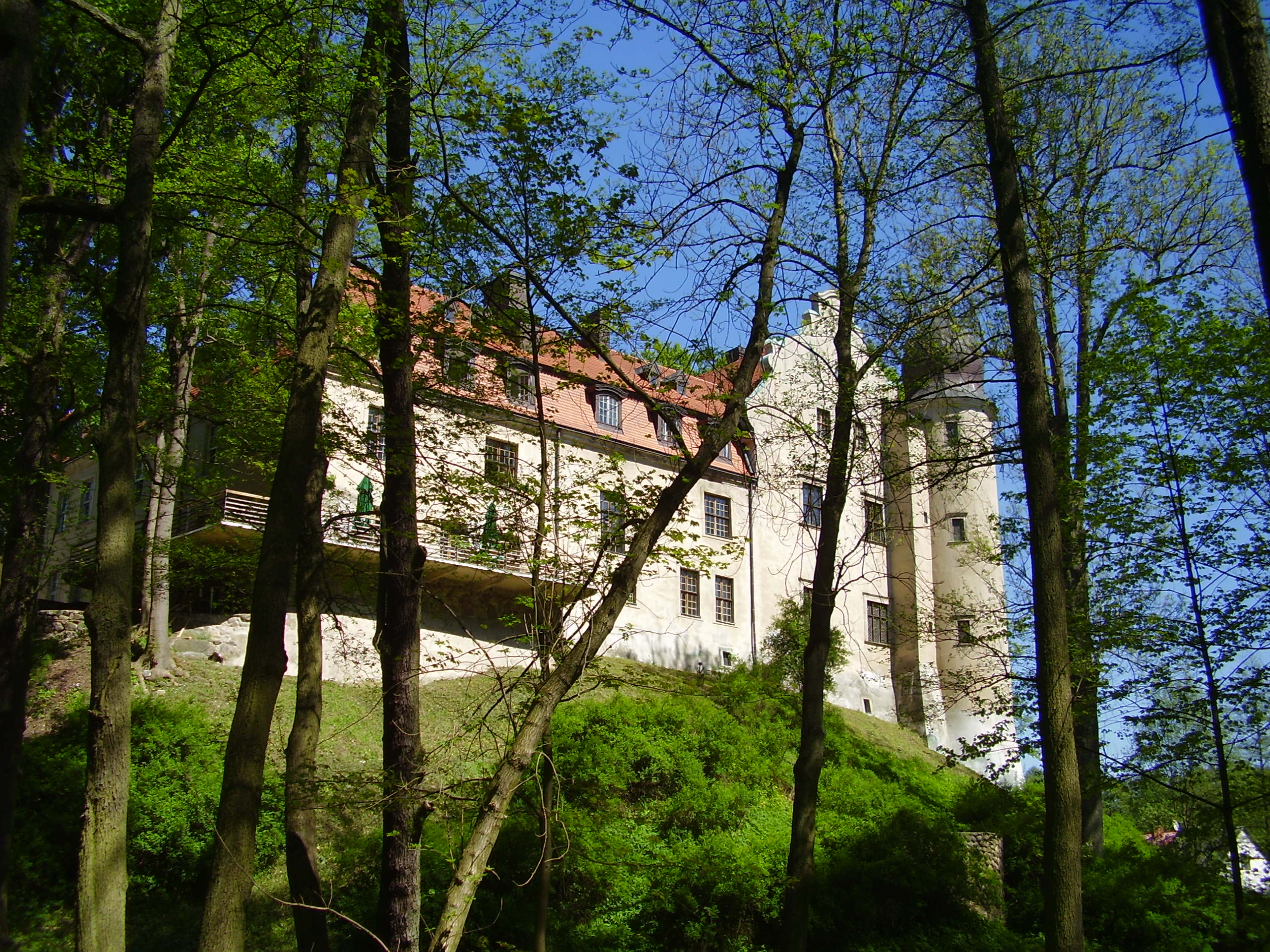
Вид замка из парка
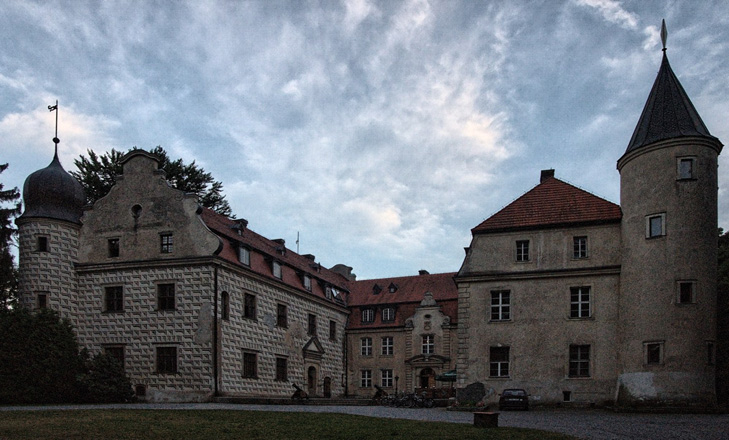
Замок в вечерних сумерках